# Ornithogalum
Ornithogalum (nombres comunes: leche de pájaro, leche de gallina y estrella de Belén) es un género con alrededor de 180 especies de bulbosas herbáceas perennes  perteneciente a las asparagáceas. Se distribuye por Europa y el norte de África aunque algunas especies también se encuentran en zonas como el Cáucaso.

## Descripción
Son plantas con bulbos globosos, tunicados, con túnicas blancas a marrón claro, papiráceas, acaules o subacaules.
Las hojas son lineales u oblongo-lineales y forman una roseta basal.
Los tallos florales, carentes de hojas, alcanzan 30 cm o más de altura; de su ápice surgen las flores en racimos de entre 30 a 50 o en corimbos sueltos de unas 5 a 20 cuyo pedicelo puede alcanzar la misma altura del tallo floral.
Las flores están protegidas por una bráctea membranosa y blanca. Son actinomorfas y hermafroditas. El perigonio está compuesto por 6 tépalos libres y subiguales entre sí. El androceo está compuesto por 6 estambres, con los filamentos generalmente aplanados en la base, las anteras son dorsifijas e introrsas. El ovario es súpero y trilocular, con los lóculos pluriovulados. El estilo puede ser corto o alargado.
El fruto es una cápsula trilobulada o triangular, dehiscente, con numerosas semillas globosas a ovoides. Presentan varios números cromosómicos básicos (x = 3, 5, 6, 7, 8, 9, 11).
El género fue descrito por Linneo y de Straley y Utech (1997).

## Fitoquímica
Los bulbos son venenosos debido a que presentan sustancias cardiotóxicas. Además, la parte aérea de las plantas es tóxica para el ganado cuando es ingerida accidentalmente durante el pastoreo, produciendo inflamación intestinal.

## Taxonomía
El género fue descrito por Eugène Henri Perrier de la Bâthie  y publicado en Bulletin de la Société Botanique de France 81: 819. 1934[1935].
Etimología
Ornithogalum: nombre genérico que deriva de las voces griegas  ornithos (pájaro) y gala (leche), por lo que la traducción sería "leche de pájaro". Para algunos autores, este nombre se refiere al color de las flores de muchas especies del género. Para otros, "leche de pájaro" alude a las palabras que aparentemente utilizaban los romanos para indicar que algo es maravilloso.